# 梅田佳声
梅田 佳声（うめだ かせい、本名：梅田 義彦（うめだ よしひこ）、1928年6月12日 - 2015年8月27日）は、東京都中央区出身の紙芝居師。江戸弁の語りをし、自身で脚色を行い、紙芝居の世界観を形づくった。

## 来歴・人物
1948年に長谷川一夫主宰の新演伎座演技研究所に入所。その後、梅田弘の芸名で多摩川園歌劇団、デン助劇団などの舞台に立ったほか、漫才師としても活躍。のち、ろく膜炎を患い芸能界を引退、東京の印刷会社に勤務。
1981年台東区立下町風俗資料館で紙芝居用の自転車を見かけたことをきっかけに、勤務先を定年後、毎月第1と第3日曜日、同資料館で紙芝居の実演を行うようになった。
1993年ごろ入手した、計600枚からなる怪談仕立ての長編紙芝居「猫三味線」を、1996年、お江戸日本橋亭で2日間にわたり全巻通しで上演。「猫三味線」は2006年、DVD化された。
2015年8月27日死去。

## 弟子について
「自分が師匠について学んだ芸ではないから」という理由で、本人が弟子として認めた人物はいないが、落語家の快楽亭ブラック (2代目)が弟子入りをしたことになっている。

## CD・DVDなど
- CD『日本の大道芸~紙芝居屋さんの一日』（一龍斎春水、森下正雄、春雨や雷蔵の語りも収録）
- CD『日本の大道芸~紙芝居のすべて』（一龍斎春水、森下正雄の語りも収録）
- CD『聴いて得する日本の大衆芸(1)~ストリート・パフォーマンス』（西村小楽天、坂野比呂志、柳家末広、長尾寛らも収録）
- DVD『猫三味線』 唐沢俊一：脚本・演出・総監督

## 出演番組
- 唐沢俊一のポケット （TBSラジオ）
- 連続テレビ小説 ゲゲゲの女房（NHK）39回「消えた紙芝居」
- 新・半七捕物帳（NHK）「槍突き」（見世物小屋の呼び込み）